# Phyllis Christian
Phyllis M. Christian (nascida em 1956) é uma advogada e consultora ganesa que tem sido chamada "uma das mulheres mais influentes em Gana". Uma advogada de formação (a quarta geração da sua família a entrar na profissão jurídica), ela também é fundadora, diretora executiva e consultora administrativa da ShawbellConsulting, com sede em Acra. O seu avô, George Alfred Grant, popularmente conhecido como Paa Grant, foi um dos pais fundadores de Gana.

## História

### Educação e início da carreira
Phyllis Maria Christian nasceu em Gana, a filha mais velha do advogado da alta corte Howard J. Christian e de sua esposa Sarah (née Grant, cujo pai Paa Grant foi o presidente fundador do Convenção Unida da Costa do Ouro, que lutou pela independência do Gana), e o quarto dos cinco filhos de seus pais. O seu pai era filho do advogado nascido em Dominica, George James Christian (1869-1940). Ela foi educada na Holy Child School em Cape Coast (1967-1974), e de 1974 a 1977 na Universidade de Gana, em Legon, onde se formou em Filosofia e Literatura, antes de estudar e qualificar-se como uma advogada na Escola de Direito de Gana (1978-81).
Ela foi então contratada fornecendo serviços profissionais legais e outros serviços em corporações locais e internacionais, e em 1983 foi para os EUA, onde viveu por um tempo em Boston. Ao retornar a Gana, trabalhou como gerente sénior da Price Waterhouse (dezembro de 1989 a junho de 1999) e diretora executiva da Ernst & Young (julho de 1999 a abril de 2002).

### ShawbellConsulting
Em junho de 2002, Christian fundou a ShawbellConsulting, uma empresa baseada em Acra que presta serviços de consultoria jurídica e de gestão. Em seu papel de diretora executiva, Christian levou a empresa a ganhar vários prémios, sendo contratada como melhor consultora jurídica do ano na Offshore Ghana Oil and Gas Awards em 2014–15, entre outros elogios.

### Outras atividades
Como defensora dos incentivos para as empresas indígenas, Christian escreveu para os meios como o Daily Graphic e endossa os planos de legislação "para exigir que pelo menos 70% de todos os contratos e aquisições financiados pelos contribuintes do governo sejam executados por entidades corporativas locais "e uma política que exija uma percentagem específica deva ser obtida" de entidades de propriedade de mulheres, pessoas com deficiência e aquelas estabelecidas no Youth Enterprise Fund".
Como voluntária, é membro do conselho de várias organizações, incluindo a Sharecare Ghana (Sharecare4U) e o Independent Institute for Democratic Governance (IDEG), sem fins lucrativos.
Christian apareceu no documentário The Election Petition, que lida com os processos que levaram antes, durante e após, à petição eleitoral que foi arquivada após as eleições gerais de Gana em 2012.